# Mèze
Mèze (occitanska: Mesa) är en kommun i departementet Hérault i regionen Occitanien i södra Frankrike. Kommunen ligger i kantonen Mèze som tillhör arrondissementet Montpellier. År 2022 hade Mèze 12 711 invånare.

## Befolkningsutveckling
Antalet invånare i kommunen Mèze
Referens:INSEE